# Мірко Саблич
Мірко Саблич (Mirko Sablic) — український музичний проєкт, за самовизначенням у соцмережах — «іронічно-сатиричне рефлектування у пісенні формі подій Окупаційної війни».

## Про проєкт

### З історії проєкту
Проєкт визрівав давно, проте остаточно сформувався на межі 2014 та 2015 років. Деякі з учасників проєкту була активними учасниками Майдану, але більше трималися осторонь. «Усіх нас згуртувала окупація Криму і війна на Донбасі — це такий переломний момент, коли вже було соромно просто сидіти і бурчати.»
До певної міри проєкт МС подібний до проєктів «Лагідна українізація» Антіна Мухарського та пісень далекобійника Вадима Дубовського. Учасники проєкту вважають Антіна Мухарського своїм ідейним натхненником.

#### Пародії
Основна спрямованість творів — пародії на відомі пісні минулого. Автори проєкту переспівують радянські хіти або поширені хіти тієї доби, вкладаючи в уста виконавців смішні антивоєнні тексти. «Наше завдання — шкварити ватників і окупантів політичним гумором і сатирою.». За рік існування проєкту (2015) ці кліпи переглянуло кілька мільйонів глядачів, про них пишуть у ЗМІ (див. нижче), і автори вірять, що ця праця — додаткова краплинка до спільної справи: перемоги в окупаційній війні.
Тематика пісень дуже різна, і всі вони виконуються в різних жанрах, проте спільним для них є тонкий тролінг тем хітів і новин, які активно запускаються в український інформаційний простір російською пропагадою. Прикладами є відповіді: «українців ксенофобу-Табакову» і «українців на пісню Стаса П'єхи про гумконвоях», «Музичне привітання Пореченкова з Днем народження», прогиб Калягіна в ООН у відео «Калягин — Язык и Попа (из кинофильма „Здравствуйте, я ваша тётя“)», «Бременські музиканти в АТО», «Марш захисників Вітчизни», тролінг: групи «Любе», Боярського, Висоцького, Адріано Челентано, Віктора Цоя, гурту «Ленінград», Калягіна, і двох виконавців: Валерія Меладзе і Лепса, Гімн «Новоросії», та інші.
Наприклад, у ролику "Гімн Українського Донбассу (за мотивами пісні «ЛЮБЭ») перші два куплети звучать так:
|  | А в ДНР как в ДНР: На остановке БТР. Ушел футбол, ушла любовь, Пришли террор, война и кровь. А в ДНР, как в ДНР, Народ не любит полумер. Парады пленных, толпы экстаз. Геббельс-ТВ вошло в кураж. ... А в ЛНР как в ЛНР: Казаки, плетки, СССР. Тьму мракобесья, прикрыв крестом, Да с волчьим взглядом, да с калашом. Ах ЛНР да ЛНР, Здесь скоро будет КНДР Фильтруй базар, а то донесут, За мини-юбку публичный суд. ... |

Кожний новий ролик зазвичай прив'язується до певної актуальної теми або події. Це забезпечує інтерес до роликів не менше, ніж до самої події, і такі пісні швидко поширюються в соцмережах, у тому числі у форматі перепостів та відповідей-коментарів до новин. Подібне не можуть забезпечити жодні медійні канали, хітпаради тощо, і саме це взято на озброєння учасниками проєкту, що дозволяє досягти формування дуже широкої аудиторії, не маючи жодного доступу до традиційних ЗМІ. Автори в інтерв'ю зазначають: «Ми працюємо за принципом просвітянської сотні „свій до свого по своє“».
Один з проєктів Мірко Сабліча — «Лютики» — розвивався навесні 2015 року і включав кілька нових творів, зокрема
«Гімн Донбасу» та
«Перемогли тих, переможемо й цих!» («Марш захисників Вітчизни»).
Кліпи і тексти пісень від арт-формації «Лютики» можна знайти на сторінці vimeo.com «Vladislav Stalnov».

### Волонтерські засади
Проєкт є волонтерським і існує виключно в соцмережах. «Не заробляємо і не витрачаємо — принцип волонтерської самоорганізації.»
Учасники проєкту абсолютно незалежні ні від якої партії абощо.
Медійні проєкти і студії, а також державні інституції і різного роду культурологічні установи (згаданий у назві каналу «мінстець» тощо) його не підтримують і не мають до проєкту жодного стосунку. Немає у проєкту також рахунків, юридичних адрес, офісів, директорів, охоронців, водіїв, прибиральниць чи секретарів. Діяльність на волонтерських засадах — одна з базових установок учасників проєкту. За висловами учасників проєкту, кожний, хто долучається до Мірко Саблич, сам і є Мірко Саблич (МС).
На переконання учасників проєкту, не можна очікувати, що «Мінстець» зможе дати відсіч такому ідеологічному киту як роспропаганда, оскільки справа простих громадян — самим, в міру своїх сил і можливостей докладати по цеглинці в загальну стіну захисту від окупації (політичної, військової, а надто й культурної).
Автори проєкту працюють без грошей: тексти, запис, монтаж, виконання, аранжування і розповсюдження кліпів — усе здійснюється на волонтерських засадах. Задачі проєкту — виключно виготовлення роликів та їх максимальне розповсюдження. Тому проєкт є мережевою ініціативою: усі пісні розповсюджуються або учасниками проєкту, або його прихильниками, і кожен, кому подобаються ці пісні, може долучитися до цієї справи.

### Назва та аватар
Назва проєкту «Мірко Саблич» є асоціативною до імені одного з його учасників, але не більше, і жодного подібного персонажу з таким ім'ям у групі не знають. На каналі у соцмережі youtube також є уточнення «сам собі МінСтець». Виглядає кумедним збіг акроніму «МС» у назві каналу «Мірко Саблич» з акронімом його антипода «МінСтець», проте учасники проєкту переконують, що це випадковий збіг, підмічений прихильниками їхньої творчості.
Аватар групи. На титульних картинках в соцмережах розміщено кадр з фільму «Тихий Дон» (1958) за твором Михайла Шолохова, на якому зображено Григорія Мелехова (актор, що зіграв роль Григорія Мелєхова, — Петро Глєбов (1915—2000)).

### Інтернет-спільноти
Проєкт діє у інтернет-спільнотах, зокрема у соціальних мережах фейсбук та youtube.
- У мережі фейсбук самоназва — «Мірко Саблич — самі собі Мінстець» (сторінка з 5 березня 2015 р.). За 10 місяців (дані на 3.01.2016) сторінка вже мала 3 459 вподобань.
- Канал на youtube — «Mirko Sablic: послушал сам — вышли другу» — зареєстровано 30 груд. 2014 р. За рік (замір 5 січня 2016 року) канал набрав 5 068 підписників та 2 188 190 переглядів[7].
- Сторінка в мережі plus.google.com .

### Проєкт у висвітленні медіа
Музиканти не є публічними людьми. Ім'я одного з них — Євген Татарченко. З інтерв'ю Радіо Свобода 14.04.2015:
- «Перш за все, говорячи про цей жанр, мені б хотілося згадати Антіна Мухарського, який є родоначальником такого роду проєктів в українському культурному дискурсі. Його образ Ореста Лютого став, по суті, тригером, який ініціював створення нашого проєкту „Лютики“».
- «Ми абсолютно мирні люди, що живуть у країні, яка веде захист від окупаційної війни, і ми не можемо залишатися байдужими. Нас спонукає відчуття несправедливості, споглядання сліз і горя, принесених в нашу країну окупаційними діями Росії. Але ми самі по собі люди мирні, ми не беремо участь у бойових діях, ми не вміємо стріляти. Наша зброя — це слово».

Запис інтерв'ю з Євгеном Татарченком (22,5 хв.) вміщено на сайті російського радіо Свобода.
- «Мирко Саблич себя относит, видит своей целевой аудиторией тех граждан Украины и России, которые понимают, в какую бездну тянут нас нынешние российские власти, как экзистенциально рассорили два некогда близких по духу и по пониманию жизни народа и как долго будут заживать раны этих невообразимых по своей глубине и по своей наглости событий 2014 года.»
- «Прежде всего мы должны расстаться со стереотипом, что интернет и свобода слова стали панацеей от зомбирования и пропаганды. В XXI веке пропаганду можно делать очень мастерски, тонко и тотально. Я считаю, что российские каналы показывают невероятный уровень пропаганды, очень скоординированной, очень просчитанной.»

## Кліпи на каналі youtube
Зараз же у доробку є 34 кліпів на найбільш актуальні події, що набули розголосу у медіа. В середньому темп роботи над кліпами — до 1-2 місяця, близько до 1-2 тижня. Найбільший розрив відбувся у листопаді-лютому 2016-2017 років. Тоді нових кліпів на каналі не було протягом 3 місяців.
З 34-ох пісень, що створено проєктом, на каналі в ютубі є 33; ще один кліп «Донбасс восстанет» (на пісню «Комбат, батяня») заблокований через скандал із гуртом «Любе», проте він є на сусідньому каналі.
Загальна сума переглядів кліпів Мірко Саблича в мережі youtube за даними на початок 2016 року становить 7,836 млн.
Зокрема, пісня «Гумконвой» (пародія на однойменну пісню кремлівського співака «Стаса Пьєхи») за три новорічні дні набрала понад 230 тисяч переглядів. За наступний тиждень, 9 січня 2016 цей кліп вже мав на лічильнику 355 862 переглядів.
За даними на лютий 2017 р. є 27 творів, кількість переглядів кожного з яких становить понад 100 тис. (перелік нижче).
Кількість переглядів «Бременських музикантів» (дані на 3.01.2015) — 375.000, а ролик про Пореченкова має (дані на 3.01.2015) 420 тис. переглядів, у тому числі на каналі проєкту — 178 тис. переглядів плюс 268 тис. переглядів на перезаливці прихильників проєкту

### «Бандера— Адріано Челенtaно»
Кліп «Бандери» — Адріано Челентано — Бандера став одним з відомих, смішних і популярних відео Мірко Саблича. Його популярність на YouTube станом на весну 2016 рік досягла майже 100 тис. переглядів, а на 10 вересня 2016 року досягла 200 тис. 664 перегляди

#### Будова кліпу
Відео парадирована на пісню Адріано Челентано.
Спочатку ми бачимо, як Чуковський розповідає вірш «У меня зазвонил телефон» і говорить, що це СТЕПАНІАНО БАНДЕРІАНО йому подзвонив, і після цієї фрази з'являється Челентано з піснею «Бандера».
В кінці примітка-присвячення Мірко Саблича: приспів пісні.

#### Текст пісні

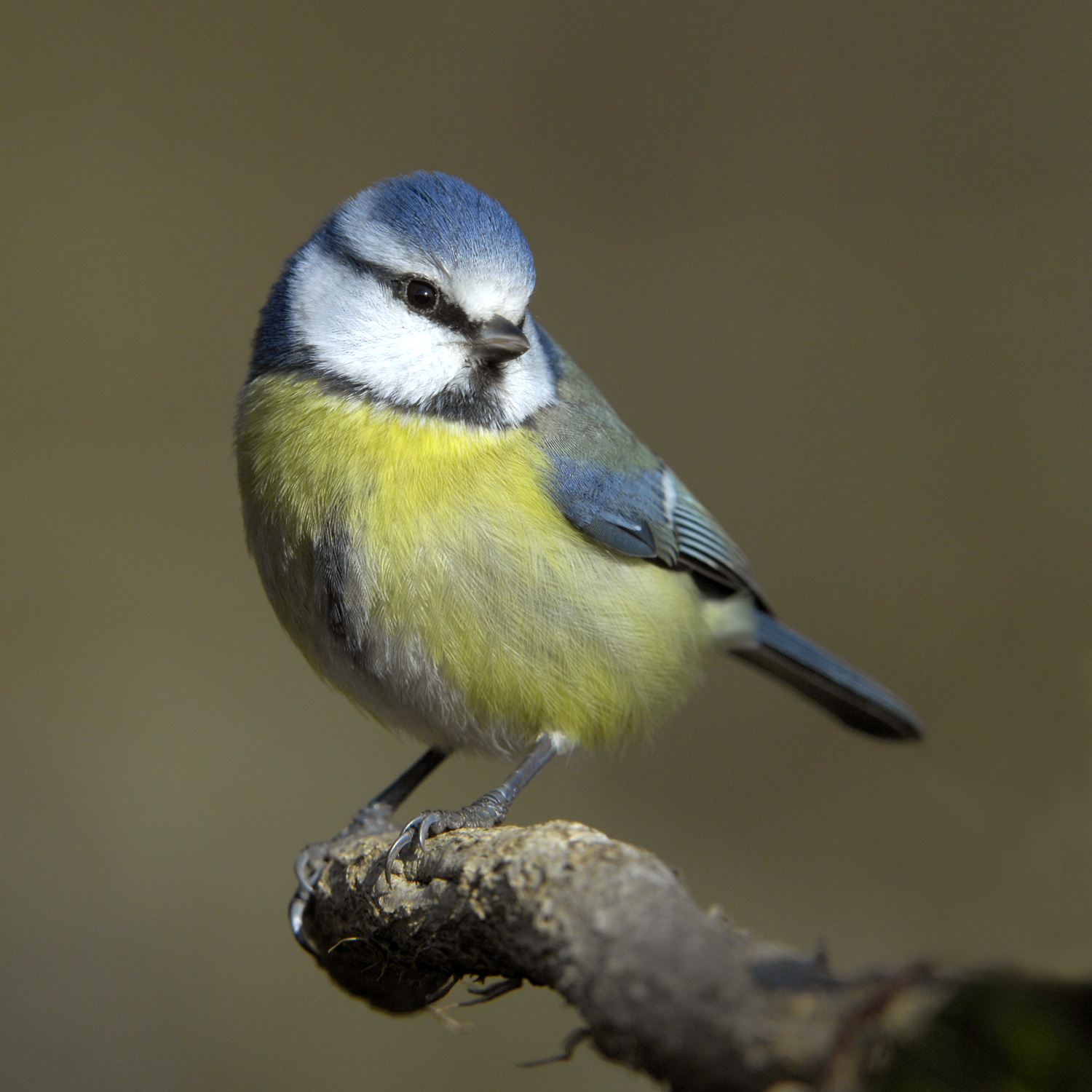
Синиця блакитна (Parus caeruleus), образ якої використано в пісні «Тарантіно» на відзнаку популярності цього птаха у патріотичному фольклорі

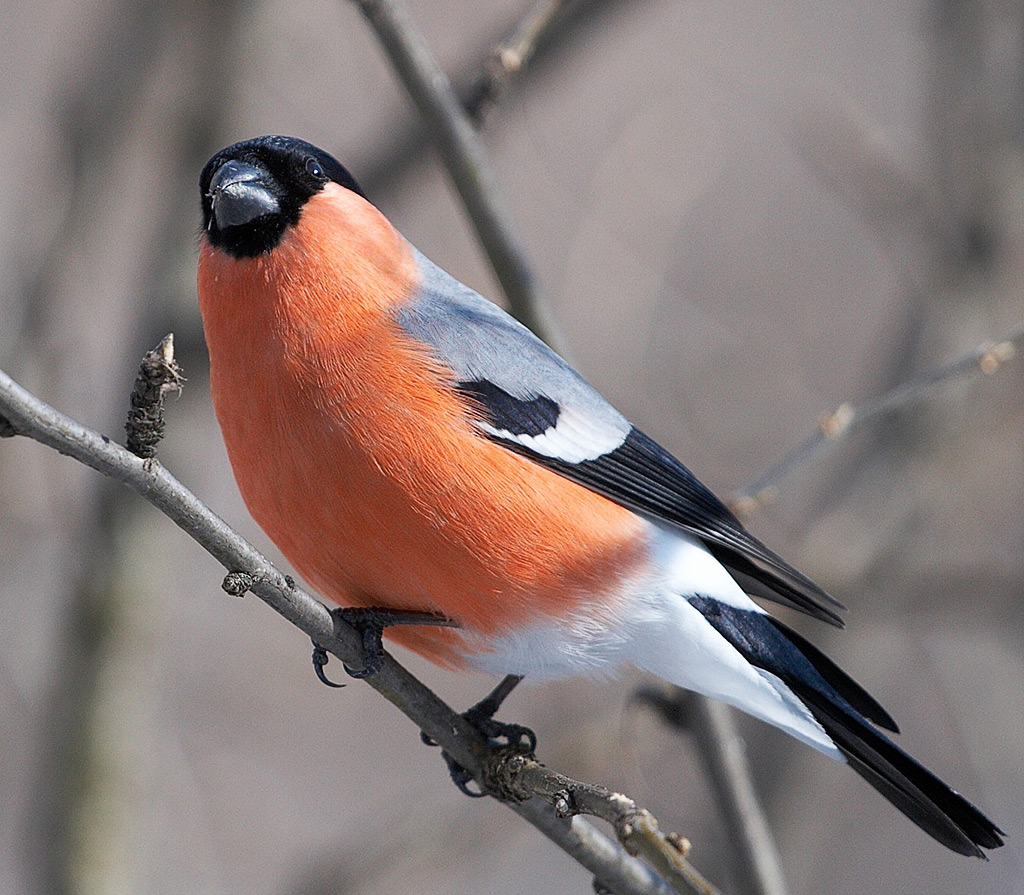
Снігур (Pyrrhula pyrrhula) — один з популярних образів інформаційної війни, що став мемом.

Знов показали росіяни свою імперсько-faшистську суть,

Вкотре весь світ переконався яка безглузда ведмежа лють,

Волелюбиві українці орду московськую проженуть.
Приспів:

Не зліть нас, бо тоді в гості у Москву Бандера прийде,

Він вату вам з вух дістане й в головах вам лад наведе,

В синичок всіх снігурів перефарбує, тризуб в кожнім вікні,

Читати справа наліво «Кобзар» заставить у кромешній тьмі.
Чехов, Толстой і Достоєвський не перевернуться у гробах,

Знали гниле нутро імперців і з них сміялись в своїх трудах,

Але гундяєвці й охранка з літературою не в ладах.
Приспів.
Енкаведисти пам'ятають непереможний упівський дух,

Тюрми, сибіри не зламають наш український повстанський рух,

Кіборги, Савченко, Шухевич — таких героїв безліч навкруг!
Приспів.
Не зліть нас, бо тоді в гості у Москву Бандера прийде,

Він вату вам з вух дістане й в головах вам лад наведе,

В синичок всіх снігурів перефарбує, нафту по сорок п'ять,

Читати по-українськи «„Кобзарь“ заставит вас читать».

#### За умовчанням
Спочатку титульною картинкою (значком за умовчанням) цього кліпу був шаблон з написом: «Бандера. Адріано Челентано».
Проте потім цим значком стала оригінальна ілюстрація до приспіву: «В синичок всіх снігурів перефарбує»: ліворуч зображена синиця, на грудях якої є шефрон Державний герб України, а праворуч — снігур зі знаком «Правого сектора».
Зараз же, титульна картинка - "Кремль у блакитно-жовтих барвах(Площа Степана Бандери)". Вона є в кадрі зі словами "тризуб в кожнім вікні...".
Значок за умовчанням міняється з настанням нової події де згадується в окремій пісні.

### «Любе— Гімн Донбассу»
Єдиний кліп, який заблокували на каналі youtube, проте він з 17 березня 2015 р. є на каналі «Alex De» (на 21/03/2016 — 256 802 переглядів).

## Найвідоміші пісні
На 3 січня 2016 року кількість переглядів найбільш популярних творів в мережі youtube:

### понад 200 тис. переглядів
- Пореченков «В Донецке под Аэропортом» — «На речке» — 447 293 (178 843 + 268 450 на каналі прихильників[12])
- Бременские музыканты в АТО: мультфильм о взрослых. — 374 490
- Не для меня придёт весна — 244 373
- Гумконвой (Когда мы были на войне) — 232 217

### понад 100 тис. переглядів
- Ответ украинцев Табакову — «Ой, то не вечер» — 198 814
- Гимн Украинского Донбасса. По мотивам песни ЛЮБЭ — 197 276
- Ответ украинцев на предложение о перезагрузке отношений с РФ — 196 853
- Виктор Цой — Зона КРЫМ — Спокойная ночь — КИНО — 149 384
- Гимн Новороисси — 140 808
- Бандера — Адріано Челенtaно - 130 340
- Марш захисників Вітчизни — Бандерой можешь ты не быть… — 103 518
- Песня-быль «Как Якут Москвича Родину Учил Любить» «Кто его знает» — 100 694

### понад 10 тис. переглядів
- В. Высоцкий — Гибридная война — 55 740
- Донбасс восстанет! — 31 849

(Разом для наведених тут творів і цифр — 2 551 001 переглядів)